# ادانور
ادانور (به انگلیسی: Adanur) یک روستا در هند است که در کارناتاکا واقع شده‌است.